# Zephronia comotti
Zephronia comotti är en mångfotingart som beskrevs av Pocock 1890. Zephronia comotti ingår i släktet Zephronia och familjen Zephroniidae. Inga underarter finns listade i Catalogue of Life.